# 901 Brunsia
901 Brunsia је астероид главног астероидног појаса са средњом удаљеношћу од Сунца која износи 2,224 астрономских јединица (АЈ). 
Апсолутна магнитуда астероида је 11,35 а геометријски албедо 0,100.